# Miles Müller
Miles Müller (* 4. April 1995 in Dorsten) ist ein deutscher Fußballspieler.

## Karriere
Müller begann seine Karriere in seiner Heimatstadt beim SV Dorsten-Hardt. 2006 kam er in die Jugend des FC Schalke 04. Im November 2014 spielte er erstmals für die Zweitmannschaft in der Regionalliga. Nach Ende der Saison 2014/15 verließ er die Schalker.
Im September 2015 wechselte Müller nach Österreich, wo er sich der Zweitmannschaft des FC Admira Wacker Mödling anschloss. Im Sommer 2016 wechselte er zum Zweitligisten Floridsdorfer AC. Sein Debüt in der zweiten Liga gab er am sechsten Spieltag der Saison 2016/17 gegen den FC Blau-Weiß Linz, als er in der Nachspielzeit für Adrian Grbić eingewechselt wurde.
Nach der Saison 2016/17 verließ er den FAC.

## Persönliches
Sein Vater Andreas (* 1962) war ebenfalls Fußballspieler.